# 梅洛 (加利福尼亞州)
梅洛（英語：Mello）是位於美國加利福尼亞州尤巴縣的一個非建制地區。該地的面積和人口皆未知。

## 地理
梅洛的座標為39°12′24″N 121°33′48″W / 39.20667°N 121.56333°W，而該地的平均海拔高度為22米（即72英尺）。